# Peter Hanzely
Peter Hanzely (13. srpna 1947 Bratislava – 17. září 2024) byl slovenský hudební skladatel, akordeonista. Hudbu k písním napsal zpěvákům jako např. (Karol Duchoň (byl jeho dvorní skladatel), Marie Rottrová , Hana Zagorová , Petr Spálený , Petr Rezek. Zkomponoval např. hudbu k hitům – V slovenských dolinách, Čardáš dvoch sŕdc a k jiným.

## Ze života
Od 70. let pracoval jako hudební redaktor v slovenském rozhlase, kde působil vice než třicet let.
V roce 1975 byla píseň Čardáš dvoch sŕdc, kterou nazpíval zpěvák Karol Duchoň a text napsal Ľuboš Zeman, úspěšnou na festivalu v Tokiu
. Na festival v Tokiu nemohl odcestovat protože mu nepovolili vycestování z Československa. Jako člen poroty a rozhodce se zúčastňuje na různých hudebních soutěžích.

## Ocenění
seznam ocenění není úplný
- 1975 cena na světovém festivalu pop-music Yamaha v Tokiu – píseň Čardáš dvoch sŕdc s textem Ľuboša Zemana, interpretována Karolem Duchoněm
- 1974 - 1978 účast na Bratislavské lyře
- 2003 Laureát ceny Karola Duchoně

## Dílo
seznam není úplný

### Hudební skladby
- 1989 Enchantress (autor hudby Jindřich Parma) /accordion Peter Hanzely/
- 1989 Blue Eyes (autor hudby Jindřich Parma) /accordion Peter Hanzely/
- 1988 In the mountains (autor hudby Jindřich Parma) /accordion Peter Hanzely/
- 1988 The carnival night(autor hudby Jindřich Parma) /accordion Peter Hanzely/
- 1989 When The star Is High(autor hudby Jindřich Parma) /accordion Peter Hanzely/
- 1978 Ako tichý dážď
- 1978 Obyčejná pieseň
- 1980 Než zapadne – (hudba:Karel Vágner a Peter Hanzely)
- 1981 Neztrať úsměv – (hudba:Karel Vágner a Peter Hanzely)
- 1983 Počestní nečestní – (hudba Peter Hanzely,text Pavel Žák) zpěv Hana Zagorová, Mozarteum 16.11.1982,aranžmá Jindřich Parma

### Písňová tvorba
- Viz článek Seznam písní Petra Hanzelyho

### Diskografie
Podílel se na vícero hudebních titulech, nejzajímavější však činí projekty (accordion)s hudebním skladatelem a aranžérem Jindřichem Parmou v tehdejším studiu Opusu, která vyšla jak na LP i CD :
- 1988: Magic Love – Opus (ve spolupráci s hudebním skladatelem Jindřichem Parmou, který album i aranžoval 9313 1655, LP/CD [11]
- 1989: Golden accordion – Opus (ve spolupráci s hudebním skladatelem Jindřichem Parmou, který album i aranžoval) 9313 2083, LP/CD
- 2015: Najkrajšie piesne Petra Hanzelyho – Opus, CD